# سفارة أوكرانيا في ماليزيا
سفارة أوكرانيا في ماليزيا هي أرفع تمثيل دبلوماسي لدولة أوكرانيا لدى ماليزيا. تقع السفارة في كوالالمبور وهي تهدف لتعزيز المصالح الأوكرانية في ماليزيا.

## وصلات خارجية
- الموقع الرسمي
- قائمة سفارات أوكرانيا
- قائمة السفارات في ماليزيا